# كريستوفر مول
كريستوفر مول (بالإنجليزية: Christopher Moll)‏ هو كاتب أغاني أمريكي، ولد في القرن العشرين.

## روابط خارجية
- كريستوفر مول على موقع أول ميوزيك (الإنجليزية)